# Universitatea Petru Maior din Târgu Mureș
Universitatea „Petru Maior" (în maghiară Petru Maior Egyetem), componentă a sistemului educațional din România, a fost o instituție de stat din Târgu Mureș pentru instrucție superioară și cercetare, acreditată de ARACIS (Agenția Română de Asigurare a Calității în Învățământul Superior), Ministerul Educației, Cercetării, Tineretului și Sportului și Guvernul României. În septembrie 2018, Universitatea „Petru Maior" a fuzionat prin absorbție cu Universitatea de Medicină și Farmacie din Târgu Mureș.

## Informații generale
În anul 1960, la Târgu-Mureș, ia ființă Institutul Pedagogic din Târgu-Mureș, cu secții de filologie, istorie, geografie, matematică, muzică, educație fizică. Ulterior, Institutul Pedagogic s-a transformat în Institutul de Învățământ Superior din Târgu Mureș (1977-1984), Institutul de Subingineri (1984-1990), Institutul de Învățământ Superior din Târgu-Mureș (1990-1991), Universitatea Tehnică (1991-1995), Universitatea din Târgu-Mureș (1995-1996) și, din anul 1996, Universitatea „Petru Maior”. Patronul spiritual al universității, cărturarul Petru Maior, este una dintre personalitățile de anvergură ale iluminismului românesc. Prin opera sa, din domenii ale istoriei, filologiei, lingvisticii sau moralei creștine, Petru Maior s-a impus ca o remarcabilă figură a Școlii Ardelene. Prin opera sa din domeniile istoriei, filosofiei, lingvisticii, moralei creștine, educației laice și duhovnicești, ilustrul cărturar s-a impus ca o figură de primă mărime în epocă. Pentru că sub semnul ideilor lui Petru Maior s-au format și au lucrat marii cărturari ai vremii, din întregul spațiu românesc, spre o dreaptă așezare a personalității sale în lumea spirituală căreia îi aparține, pentru perpetuarea marilor idei ale Epocii luminilor, universitatea poartă azi numele său. În anul 2010 Universitatea „Petru Maior” împlinește 50 de ani de existență. Momentul aniversar va fi marcat, pe tot parcursul anului 2010, de manifestări culturale, științifice, educaționale sau sportive ce vor fi așezate sub acest semn al valorii, continuității și pasiunii cunoașterii, simboluri exemplare care conferă specificitate și prestanță acestei instituții de învățământ superior. Evenimentul aniversar coincide cu faptul că, recent, Universității „Petru Maior” din Târgu-Mureș i-a fost acordată o certificare a valorii și prestigiului de care se bucură în spațiul academic românesc: Agenția Română de Asigurare a Calității în Învățământul Superior (ARACIS) a acordat universității târgumureșene calificativul „grad de încredere ridicată”, cel mai înalt calificativ posibil, o recunoaștere a seriozității și valorii activității didactice și științifice desfășurate aici.

## Misiunea
Activitatea neîntreruptă, de peste 45 de ani, dar mai cu seamă dinamica extrem de accentuată a dezvoltării înregistrate după 1990 fac din Universitatea “Petru Maior” o instituție de prestigiu, un așezământ de educație complexă, acreditat național și recunoscut la nivel internațional, ce asigură pregătire superioară în domenii de interes: tehnic, economie, filologie, istorie, științe juridice și administrative, matematică informatică,socio-psihopedagogie, ș.a. Corpul profesoral al universității este format din cadre didactice cu experiență – doctori în științe, doctoranzi, cercetători și specialiști de prestigiu - precum și cadre asociate. Corpul profesoral al universității, format din cadre didactice cu experiență, cuprinde 145 de titulari – doctori în științe, doctoranzi, cercetători și specialiști de prestigiu din institute de cercetare și întreprinderi – precum și peste peste 231 de cadre asociate, specialiști consacrați ai sistemului educațional din România și străinătate. Aceștia își asumă o misiune didactică și științifică de mare responsabilitate: formarea de specialiști cu studii superioare pentru învățământ, cercetare și activități social – economice și culturale; integrarea în comunitatea academică națională și internațională; articularea permanentă la valorile științifice internaționale; cercetarea pentru adevăr - deziderat al misiunii Universității - materializat prin cercetare fundamentală și aplicativă; promovarea unei oferte educaționale în sistemul de formare continuă pentru resursele umane regionale și naționale; transferul de cunoștințe către societate și în slujba societății, astfel încât universitatea, prin serviciile oferite și cercetarea dedicată să realizeze cu alte organizații “coaliții de cooperare” în dezvoltarea regională.

## Structura
Facultatea de Inginerie
Scurt istoric 
În Târgu-Mureș, învățământul superior ingineresc are o tradiție de peste 30 de ani. Membrii corpului profesoral și ai personalului didactic auxiliar din cadrul Facultății de Inginerie, precum și baza materială adecvată oferă cunoștințe de actualitate teoretice și practice de specialitate pentru opt specializări inginerești de vârf. Inginerii, în etapa actuală, trebuie să producă ceea ce se cere, atât cât trebuie, la momentul potrivit, de o calitate corespunzătoare și la cele mai mici costuri. Cine altcineva decât inginerii trebuie să conceapă produse care să facă față presiunii concurențiale, dar și întreprinderi flexibile cu răspuns rapid la cerințele pieței? Prin urmare, economia românească se bazează în continuare pe abilitățile inginerești, iar investiția de timp și efortul depus pentru obținerea pregătirii de acest tip vor da roade și satisfacții sigure: mai mici sau mai mari, mai devreme sau mai târziu. 
Oferta educațională și resursele umane 
Întreg procesul de învățământ din facultate se desfășoară în conformitate cu planuri de învățământ aprobate de Ministerul Educației, Cercetării și Tineretului și după programe analitice actualizate - similare cu cele ale facultăților de profil din țară și din străinătate. La Facultatea de Inginerie, în anii I și II de studiu, se studiază discipline de pregătire fundamentală inginerească în domeniul respectiv, precum și discipline de pregătire complementară. În anii III și IV de studiu se asigură pregătirea de specialitate, în paralel studiindu-se și o a doua parte a disciplinelor complementare. Disciplinele care asigură pregătirea fundamentală inginerească sunt obligatorii, iar pregătirea de specialitate este realizată sub forma unor module de discipline opționale. Mai mult, studentul are și posibilitatea de a studia un număr de discipline facultative, inclusiv cele aparținând modulului psihopedagogic. Pentru susținerea procesului didactic s-au elaborat și editat în universitate un număr important de titluri de cursuri, culegeri de probleme și îndrumătoare de lucrări sau proiect. Evaluarea pregătirii profesionale a studenților se efectuează pe parcursul întregului an universitar, aceasta definitivându-se prin colocvii sau examene orale și scrise, care sunt planificate în sesiunile de la sfârșitul fiecărui semestru. Studiile universitare inginerești se finalizează cu examen de licență, ce constă din verificarea cunoștințelor fundamentale inginerești și a celor de specialitate, precum și din susținerea proiectului de diplomă, acestora putându-li-se adăuga studii postuniversitare de masterat. Prin baza materială și corpul didactic de care dispune Facultatea de Inginerie, se asigură studenților și absolvenților cunoștințe tehnice, economice și manageriale solide, pentru a deveni competitivi și flexibili pe piața muncii. Dintre absolvenții promoțiilor de până acum ale Facultății de Inginerie pot fi reținute evoluții și cariere profesionale extrem de interesante, în întreprinderi și instituții din țară și străinătate, ce ne validează consistența pregătirii de specialitate oferite. Se pot aminti, de asemenea, cele mai semnificative laboratoare ale Facultății de Inginerie: Grafică computerizată; Geometrie descriptivă și desen tehnic; Proiectarea asistată pe calculator; Dispozitive de lucru; Rezistența materialelor; Vibrații mecanice; Studiul materialelor; Mecanisme și organe de mașini; Acționări hidro-pneumatice; Chimie; Fizică, Sisteme electrice; Echipamente electrice; Sisteme electrice de protecție; Rețele electrice; Utilizarea energiei electrice; Mecanica fluidelor și mașini hidraulice; Control tehnic de calitate; Conductori electrici; Electronică de putere; Mașini-unelte și scule; Bazele generării suprafețelor; Tehnologia presării la rece; Tehnologia construcției de mașini; Tehnologii neconvenționale; Tratamente termice; Tribologie; Senzori și traductoare; Electrotehnică; Electronică; Mecatronică, Întreprinderea simulată; Microscopie electronică; Ingineria Reglării Automate, Sisteme de operare; Rețele de calculatoare; Echipamente de automatizare; Sisteme distribuite, Baze de date, Fabricație asistată de calculator—CAM. 
Parteneriatul educațional și cercetarea științifică 
Facultatea de Inginerie are importante și vechi relații inter-universitare în plan național și internațional. Relațiile interne, cu toate facultățile de tradiție din țară, sunt de natură didactico - metodologică și științifică. Deschiderea și colaborarea internațională a facultății noastre se realizează prin cadrul asigurat de programele inițiate de Comunitatea Europeană: Tempus, Phare, Erasmus, Socrates, Leonardo etc. Aceste programe presupun mobilitatea studenților și a cadrelor didactice, dar și compatibilizarea studiilor, a criteriilor și metodelor de evaluare și recunoaștere profesională reciprocă. În anul 1999, Facultatea de Inginerie a primit avizul de recunoaștere și acreditare al Federației Europene al Asociațiilor Naționale de Ingineri (FEANI) cu sediul la Bruxelles. Acest aviz permite absolvenților Facultății de Inginerie să-și depună candidatura pentru obținerea titlului de inginer european, EURING și obținerea drepturilor profesionale care decurg din acest lucru. Cercetarea științifică constituie, în cadrul Facultății de Inginerie, o latură inseparabilă a activității corpului didactic. Formele de realizare a acestei activități sunt cele specifice învățământului superior: contracte de cercetare pe bază de granturi cu: CNCSIS, CNFIS, MCT, Academia Română, respectiv contracte cu agenți economici; publicarea unor monografii, articole și studii în revistele de specialitate din țară și străinătate. La aceasta se adaugă temele de doctorat la care lucrează un număr însemnat de cadre didactice tinere. 

Facultatea de Științe și Litere
Scurt istoric 
Tradițiile învățământului academic umanist din Târgu-Mureș încep în anul 1960, prin înființarea Institutului Pedagogic de 3 ani. Încă de la debut, acesta funcționează cu două secții, pe parcursul anilor fiind pregătite cadre didactice în următoarele specializări: română-istorie, română-maghiară, istorie-geografie, matematică-fizică, chimie, fizică, muzică, matematică, educație-fizică, institutori. În anii următori, chiar dacă profilul umanist s-a transformat într-un profil tehnic, colectivul de cadre didactice de la profilul umanist și-a continuat activitatea în domeniul educațional și științific. În spiritul tradiției universitare, Facultatea de Științe și Litere își începe activitatea în anul 1993, ca o componentă a Universității "Petru Maior" din Târgu-Mureș, alături de Facultatea de Inginerie și de Colegiul Universitar. În momentul de față, în cadrul Facultății de Științe și Litere există o ofertă diversificată de specializări, factor stimulator de creare a unei atmosfere propice desfășurării unei activități didactice și științifice la nivelul exigențelor universitare. 
Activitatea didactică 
Întreaga activitate didactică este coordonată de catedrele de specialitate existente în cadrul Facultății de Științe și Litere: Catedra de Matematică-Informatică, Catedra de Filologie și Catedra de Istorie și Relații Internaționale. Activitatea de cercetare științifică este coordonată și valorificată în cadrul următoarelor departamente de cercetare științifică: Matematică, Știința calculatoarelor, Limba și literatura română, Limba și literatura engleză, Limba și literatura franceză, Istorie, Relații internaționale. Laboratoarele în care se desfășoară activitatea didactică și de cercetare sunt dotate conform standardelor universitare, folosirea tehnicii de calcul și a Internet-ului devenind o practică comună pentru toate specializările Facultății de Științe și Litere. Specializările existente în cadrul Facultății de Științe și Litere sunt fie acreditate, fie autorizate de către ARACIS. Procesul didactic are la bază planuri de învățământ elaborate conform standardelor universitare naționale și internaționale. Sistemul de Credite Transferabile asigură libertatea studenților de a participa la cursuri și în alte centre universitare din țară sau străinătate. Pentru fiecare specializare se asigură și posibilitatea de a frecventa cursurile Departamentului de Pregătire Pedagogică, oferindu-li-se un plus de oportunități absolvenților. Un număr însemnat de lucrări cu caracter didactic se găsesc în biblioteca Universității: cursuri, culegeri de probleme și îndrumătoare de lucrări sau proiecte, site-uri educaționale, CD-uri educaționale, toate constituind suportul pus la dispoziția studenților pentru buna desfășurare a procesului educațional. 
Relațiile internaționale 
Facultatea de Științe și Litere este implicată într-un număr însemnat de proiecte de colaborare internațională cu numeroase universități de prestigiu din străinătate. Aceste relații se materializează prin cooperări științifice, didactice, administrative la nivelul cadrelor didactice universitare, precum și la nivelul studenților. Proiectele de cooperare internațională inițiate, Tempus, Phare, Erasmus, Socrates, Leonardo etc., au asigurat posibilitatea de a coopera cu unele universități de prestigiu, din care amintim: National University of Ireland, Galway – Irlanda, IUFM Versailles, Haute Ecole Charlemagne, Letterkenny Institute of Technology, Universitatea Corvinus, Universita degli Studi di Lecce, National Technical University of Athens, IUT Angers, Katholieke Universiteit Leuven, Free University of Amsterdam, University of Plymouth, University of Valencia etc. Printre proiectele de cooperare internațională ale Facultății de Științe și Litere putem aminti: Distributed Data Processing of Education and Retraining in Data Transmision and Distributed Processing Networks; Romanian College in Computer Sciences and Engineering; Advanced Educational Technologies. Un număr însemnat de studenți ai Facultății de Științe și Litere au beneficiat de stagii de pregătire în cadrul universităților partenere din Europa. Aceasta a permis realizarea unor materiale științifice și didactice utilizabile în procesul educațional. 

Facultatea de Științe Economice, Juridice și Administrative
Istoric 
Cu o vechime de 15 ani, învățământul economic, juridic și administrativ în cadrul Universității „Petru Maior” cunoaște o puternică dezvoltare, devenind, pentru mii de tineri, tot mai atractiv. Comunitatea mureșeană, provocată și stimulată de economia de piață, a impulsionat și Universitatea „Petru Maior”, aceasta venind în întâmpinarea dorințelor și nevoilor educaționale ale tinerilor și ale altor categorii de vârstă. În acest context, se înregistrează creșterea continuă a numărului de studenți care optează pentru învățământul economic, administrativ și juridic. Oferta generoasă pe piața muncii pentru specializările din aceste domenii conferă șanse de realizare în carieră atât în țară, cât și în străinătate. Astfel, specializarea Managementul firmei a luat ființă în anul 1993, fiind și prima specializare economică acreditată la Universitatea „Petru Maior”, cu 25 de studenți. În anul 2008 specializarea ajunge la un număr de 706 de studenți. În anul 1996 se înființează specializarea Administrație publică cu un număr de 43 studenți, care ajunge în anul 2008 la 485 studenți. În anul 2000 demarează și specializarea Contabilitate și informatică de gestiune cu un număr de 68 de studenți. În anul 2008, specializarea numără 567 studenți. În anul 2003, se alătură specializarea Drept cu 68 de studenți, care ajunge în 2008 la 492 de studenți. În anul 2004 se mai deschid două specializări, Economia comerțului, turismului și serviciilor și Finanțe - Bănci cu 25, respectiv 48 de studenți, care au in anul 2008 un număr de 262 respectiv 301 studenti. 
Structură și evoluție 
În 2000, debutează învățământul postuniversitar și masteral prin Managementul afacerilor cu 32 de masteranzi. Datorită dezvoltării și interesului tot mai mare pentru acest gen de învățământ, în 2002, a fost înființată Facultatea de Științe Economice și Administrative, prin desprinderea din cadrul Facultății de Științe și Litere. Anul 2005, prin noua denumire dată facultății, respectiv Facultatea de Științe Economice, Juridice și Administrative, vine să statueze ca specializări de sine stătătoare, specializările economice, juridice și administrative. Inaugurat la 10 octombrie 2005, noul sediu al Facultății de Științe Economice, Juridice și Administrative situat în strada Livezeni, nr.69, conferă ambientul modern de educație și învățare, amenajările și dotările situându-se la standarde europene. La început de an universitar 2007-2008, în cadrul facultății funcționează 6 specializări la curs de zi, 4 specializări la IFRD, 7 specializări la masterat, însumând 3216 de studenți și masteranzi, la care se adaugă 55 de cadre didactice titulare, 45 de colaboratori și 9 cadre din personalul nedidactic. Anul universitar 2005-2006 în România a fost marcat de reforma sistematică a învățământului superior economic, juridic și administrativ, punându-se un accent deosebit pe calitatea serviciilor educative pentru ca acestea să răspundă așteptărilor beneficiarilor. Învățământul european trece printr-o perioadă de schimbări majore, tinde către o diversificare a cursurilor pentru cariera profesională în care educația și învățarea de-a lungul întregii vieți devine o necesitate. Realizarea unui sistem de învățământ superior în care să li se ofere atât studenților cât și societății cele mai bune ocazii să caute și să descopere domeniile în care sunt cei mai buni constituie o prioritate a demersurilor formative. Specializările din cadrul facultății au, ca finalitate educativă, formarea abilităților și competențelor profesionale ale purtătorilor de calificări superioare 
Perspective și dezvoltări noi 
Reforma sistemului de învățământ, cunoscută ca procesul Bologna este un proces paneuropean care va genera până în anul 2010 „Spațiul European al Învățământului Superior”. Începând cu anul universitar 2005-2006 s-a trecut la organizarea învățământului pe două cicluri: licență și master. În acest sens studiile de licență sunt organizate pe domenii largi de specialitate cu o durată de 3 sau 4 ani, și necesită obținerea a 180 sau 240 de credite, în funcție de specializare. Programele de licență și master oferite de facultatea noastră se încadrează în domeniile fundamentale – științe economice, științe juridice și științe administrative. Printre obiectivele facultății, un loc important îl deține asigurarea posibilității de a utiliza studiile economice, juridice și administrative în diverse ramuri ale vieții social-politice, economice și administrative, precum și continuarea aprofundării cunoștințelor pentru dezvoltare profesională performantă. În acest sens, în actualul an universitar funcționează 7 masterate și anume: Managementul afacerilor, Management financiar-contabil, Managementul administrației publice, Consultanță juridică și management în afaceri, Managementul resurselor umane, Managementul proiectelor, Managementul relațiilor internaționale și afaceri europene. Incepand cu anul universitar 2008-2009 vor fi organizate și masterate destinate promotiilor care finalizeaza studiile de licenta in sistem Bologna. In acest sens au fost acreditate trei masterate cu durata de 2 ani: Managementul afacerilor, Contabilitate si audit, Managementul administrației publice și cariere publice. O componentă importantă în strategia Universității și respectiv a Facultății de Științe Economice, Juridice și Administrative o reprezintă încurajarea studenților pentru a studia cel puțin un semestru în afara țării lor, ceea ce contribuie la integrarea lor în circuitul învățământului european. Pentru susținerea acestui proces au fost și sunt semnate acorduri de mobilități Erasmus-Socrates pentru studenți și cadre didactice, de colaborare și schimburi interuniversitare cu alte universități din Uniunea Europeană – Italia, Grecia, Franța, Belgia, Ungaria. 

## Activitatea de cercetare
Este coordonată de prorectoratul științific și gestionată de Departamentul de Management al Cercetării Științifice. Activitatea de cercetare se realizează la nivelul fiecărei catedre în cadrul Centrelor de cercetare și se bazează pe preocupările științifice individuale și colective, pe tematici ce pot fi valorificate prin publicații de specialitate, comunicări științifice, contracte de cercetare, brevete de invenție, proiecte, granturi etc. Comunitatea stiințifică a Universității este integrată în diverse organisme interne și internaționale iar produse ale cercetării științifice realizate de cadrele didactice în Universitatea „Petru Maior” au primit omologare și brevetare internațională. Anual, Universitatea este gazda a zeci de Conferințe naționale și internaționale, iar cadrele didactice, studenții și masteranzii sunt prezenți la numeroase conferințe, colocvii și congrese din Europa, Statele Unite și Canada.

## Publicații științifice
Revista Studia Universitatis Petru Maior Philologia
Primul număr al revistei „Studia Universitatis Petru Maior Series Philologia”, a apărut în anul 2002. Redactorul-șef al revistei este prof.univ.dr. Iulian Boldea, decan al Facultății de Științe și Litere din cadrul Universității „Petru Maior”, director al Centrului de cercetare de critică și istorie literară Modernitate și postmodernitate în literatura română a secolului XX și expert-evaluator CNCSIS, în cadrul Comisiei 3, Științe socio-umane. În cei opt ani de apariție, revista a contribuit, prin studiile și articolele publicate, în mod substanțial la ilustrarea și dezvoltarea activității științifice a Universității „Petru Maior”, în domeniul filologiei. S-au publicat, în paginile revistei, studii și recenzii rezultate în urma unor cercetări cu caracter teoretic și aplicativ. De asemenea, în ultimii trei ani au fost publicate 17 studii ale unor cercetători din străinătate. În colegiul de redacție al revistei se numără academicieni, profesori din străinătate, profesori români cu reputatie și prestigiu recunoscute. Printre colaboratorii revistei se disting o serie de personalități de prestigiu ale culturii românești, precum și profesori și cercetători din străinătate.
Revista Studia Universitatis Petru Maior Historia
Primul număr al revistei Studia Universitatis "Petru Maior" seria Historia a fost tipărit în anul 2001, iar de atunci, cu regularitate, anual s-au editat următoarele 7 (șapte) apariții. Redactorul șef al revistei este prof. univ. dr. Vasile Dobrescu, director intermediar al Centrului de Cercetare "Istoria elitelor din România". In cei nouă ani de apariție, revista a impulsionat cercetare științifică din domeniul istoriei naționale și universale, contribuind substanțial la ilustrarea activității academice din Universitatea "Petru Maior". In paginile revistei au publicat un număr apreciabil de studii și articole, cercetători din străinătate, o bună parte tineri specialiști cu titlul de doctor sau în stagiu de doctoranzi la centre sau universități din străinătate. Prin ritmicitatea aparițiilor și prin difuzarea revistei în țară și străinătate (mai ales că în ultimii ani s-au inserat materiale în limbi de circulație internațională), revista își propune și urmărește conectarea cât mai strânsă cu fluxul publicațiilor și informațiilor românești și străine din domeniu. Revista reflectă rezultatele manifestărilor științifice cu participare internațională organizate, cel puțin anual, de către facultăți sau de către colectivul catedrei de Istorie și Relații Internaționale.
Revista Curentul Juridic
De la începuturile sale revista Curentul juridic și-a propus publicarea de articole, studii de drept și de practică judiciară, din țară și din străinătate, facilitarea înțelegerii sistemului instituțional și de luare a deciziilor în sens larg în structurile Uniunii Europene, cunoașterea contenciosului comunitar și a marilor probleme pe care le ridică integrarea. Revista noastră și-a deschis paginile către autori provenind din diferite țări sau din țară în special, din mediul universitar juridic, către practicieni în drept, dar și către masteranzii și doctoranzii români aflați la studii în străinătate. Se urmărește abordarea noului în domeniile clasice, dar și interferența diferitelor discipline în conexitate sau absorbite de drept (drept medical, statistică judiciară, management judiciar, managementul administrației publice, dreptul hranei, contenciosul comunitar, dreptul penal al afacerilor, relații industriale, fiscalitate comunitară, etc.). Revista dorește să reprezinte un forum de dezbateri pe teme teoretice disciplinare și interdisciplinare, să devină un punct de sprijin în aplicarea dreptului de către practicieni, în organizarea unui sistem judiciar competitiv, să impulsioneze activitatea de cercetare cu relevanță la nivel regional, național și internațional
Revista Scientific Bulletin of the Petru Maior University
Revista publică studii academice în domeniile ingineriei mecanice, ingineriei electrice, al matematicii și științelor informatice, precum și al științelor economice. Colectivul său redacțional reunește specialiști de prestigiu din țară și străinătate, iar articolele încearcă să ofere perspective inovative asupra unor tematici de certă actualitate. Conținând texte publicate în limba engleză, revista se adresează publicului academic internațional, încercând să se integreze curentului de idei și dezbaterilor la nivel european.

## Școala doctorală
Universitatea „Petru Maior” din Târgu-Mureș a devenit, prin Ordinul Ministrului Educației și Cercetării nr. 667 din 28 martie 2007 Instituție Organizatoare de Studii Universitare Doctorale, în domeniul Filologiei. Este încă o recunoaștere a valorii de necontestat a școlii de critică și istorie literară din cadrul acestei universități, în care sunt angrenați câțiva importanți scriitori mureșeni. Școala doctorală de studii literare de la Universitatea „Petru Maior” și-a început activitatea în anul universitar 2007-2008. Calitatea de conducători de doctorat a fost instituită prin Ordinul Ministrului Educației, Cercetării și Tineretului nr. 1071 din 15.05.2007 pentru următoarele cadre didactice: prof.univ.dr. Iulian Boldea, prof.univ.dr. Alexandru Cistelecan și prof.univ.dr. Cornel Moraru, îndrumă activitatea didactică și științifică a doctoranzilor în domeniul Filologiei, specializarea Literatura română. Școala doctorală este o structură instituțională aflată în subordinea Facultății de Științe și Litere și reunește toți conducătorii de doctorat din domeniul filologiei. La nivelul Școlii doctorale funcționează un Consiliu Științific care e responsabil de organizarea și desfășurarea întregii activități de pregătire doctorală din domeniul respectiv. În vederea gestionării activităților curente, Consiliul Științific al Școlii doctorale este condusă de director – prof. univ. dr. Iulian Boldea, numit prin ordin al rectorului. Consiliul științific are obligația să reglementeze activitatea secretariatului în așa fel încât organizarea și gestionarea programelor de studii ale doctoranzilor să se realizeze în cele mai bune condiții. În anul 2010, în cadrul Școlii Doctorale de Studii Literare există un număr de 36 de doctoranzi. La dispoziția doctoranzilor se află un modern Laborator de studii literare doctorale, unde pot fi finalizate proiectele de cercetare ce se vor derula în cadrul Școlii doctorale de studii literare. Catedra de Filologie, din cadrul Facultății de Științe și Litere a Universității „Petru Maior” reprezintă, prin Centrul de cercetare de critică și istorie literară Modernitate și postmodernitate în literatura română a secolului XX, acreditat de CNCSIS, prin revista științifică Studia Universitatis „Petru Maior”. Seria Philologia (cotată de către CNCSIS la categoria B+) și prin Școala doctorală de studii literare recent validată, una dintre cele mai importante și mai cunoscute catedre de profil nu doar din cadrul învățământului superior mureșean, dar și din întregul spațiu academic național. 

## Departamente și centre
Departamentul pentru Învățământ cu Frecvență Redusă și la Distanță (D.I.F.R.D)
Organizează programe de studii universitare și postuniversitare destinate calificării absolvenților de liceu și a perfecționării continue sau recalificării absolvenților de învățământ superior prin învățământ cu frecvență redusă și la distanță. 
Departamentul pentru Pregătirea Personalului Didactic
Asigură pregătirea inițială a personalului didactic și perfecționarea ulterioară a acestei pregătiri. Pregătirea inițială se realizează în perioada studiilor universitare, perfecționarea efectuându-se după absolvire, prin stagii ce se desfășoară sub îndrumarea Departamentului pentru pregătirea Personalului Didactic, prin educație continuă și învățământ postuniversitar de specializare. 
Biroul de Programe Comunitare
Realizează organizarea, evidența și monitorizarea proiectelor și acordurilor de cooperare internațională, distribuirea burselor în străinătate - finanțate de Guvernul României, de fundații din țară și străinătate sau prin acorduri bilaterale - promovarea imaginii universității. Universitatea “Petru Maior” din Târgu-Mureș a aderat la Organizația Universităților Europene și la Asociația Internațională a Universităților, însușindu-și prevederile unor documente: 
- The Lima Declaration on Academic Freedom and Autonomy Institutions of Higher Education (1988); 
- The Magna Charta of European Universities (Bologna, 1988). 
S-au stabilit acorduri internaționale și relații de colaborare cu diverse universități din lume, de care beneficiază un număr însemnat de studenți și cadre didactice. Iată doar câteva dintre ele: National Technical University of Athens; Free University of Amsterdam; University College of Galway; University of Exeter; University of Hamburg; Universitee de la Mediteranee-Aix Marseille; I.U.T. Angers; Universidad de Sevilla; Katholieke Universiteit Leuven; Gent Universiteit; Universidad Politecnica de Valencia; National University of Ireland; Japan Society for Promotion of Science Tokyo; Institutul de Cerecetare pentru Fizica și Știința Materialelor din Budapesta; Universitee de Liege; University of Piraeus; Universitatea “Carlo Cattaneo” Castellanza; Letterkenny Institute of Technology. Participarea Universității “Petru Maior” din Târgu-Mureș la programele europene de cooperare interuniversitară (TEMPUS, SOCRATES / ERASMUS / MINERVA / COMENIUS, LEONARDO DA VINCI, CEEPUS) a permis unui număr de peste 40 de studenți să beneficieze de burse de studii în străinătate, cu durate cuprinse între o lună și un semestru. Mobilitățile efectuate în cadrul programului SOCRATES au beneficiat de recunoaștere academică integrală a perioadelor de studii, practicându-se sistemul european de credite transferabile. 
Centrul de Consiliere și Orientare în Carieră
Desfășoară activități de consiliere și orientare pentru carieră, servicii de specialitate în domeniul asistenței psihologice, activități de analiză instituțională, cercetări sociologice și marketing educațional. Aceste servicii sunt gratuite pe tot parcursul educațional, iar studenții le accesează pentru sprijinul calificat pe care-l primesc în definirea propriului proiect de viață și de carieră, în demersul de optimizare a performanțelor academice, dar și pentru asistență în vederea inserției pe piața muncii. Centrul de Consiliere asigură contactul studenților și absolvenților cu mediul economic și de afaceri, prin crearea de parteneriate cu diverse companii, în care studenții realizează stagii de internship în vederea angajării; de asemenea, sprijină și stimulează inițiativele antreprenoriale ale studenților și realizează colaborarări cu organisme și organizații de profil – interne și internaționale – favorabile deschiderii de oportunități educaționale și de afaceri. 
Centrul de Formare Continuă a Personalului Didactic din Învățământul Preuniversitar 
Are ca obiectiv derularea Programului intitulat Educația XXI , acreditat și finanțat de M.E.C.I. (prin Decizia nr. 39/26.07.2004), asigurând formarea continuă a cadrelor didactice din învățământul preuniversitar, gimnazial și liceal. Universitatea "Petru Maior" din Târgu-Mureș desfășoară acest program în parteneriat cu Inspectoratul Școlar Județean Mureș și Casa Corpului Didactic. Scopurile pe care le urmărește sunt: Profesionalizarea carierei didactice în județul Mureș și zonele adiacente; Asigurarea unei dinamici profesionale și evoluții în cariera didactică , prin utilizarea sistemului de credite transferabile conform normelor Centrului Național de Formare Continuă; Reconsiderarea rolului U.P.M., ca instituție de învățământ universitar și postuniversitar, ca adevărată universitate pentru comunitate . Se asigură realizarea tipurilor de competențe profesionale generale tuturor disciplinelor, cuprinse parțial în fiecare din cele trei module, iar în al doilea rând, asigură formarea de competențe specifice prin discipline obligatorii: "Specialitate" și "Didactica în specialități". Programul nu se suprapune pregătirii pentru obținerea gradelor didactice, fiind o perfecționare prin pregătire mereu actualizată, din 5 în 5 ani. 
Compartimentul Managementul Calității 
Are ca principale sarcini elaborarea Manualului Calității și a procedurilor de calitate, implementarea și certificarea Sistemului de Management al Calității în conformitate cu SR EN ISO 9001:2001.
Centrul de instruire și perfecționare (CIP)
Centru teritorial instituționalizat, înființat în cadrul unui program PHARE 2000, destinat formării continue a viitorilor și actualilor întreprinzători, managerilor și personalului din IMM-uri. Activități: furnizarea de servicii de consultanță și de programe de educație a adulților pentru managerii de vârf și de mijloc, formare continuă / perfecționare, ECR; organizarea de evenimente, simpozioane, workshop-uri și instruiri virtuale, publicarea de cărți, CD-uri, inițierea și realizarea unor proiecte de dezvoltare.

## Dotări, facilități, servicii sociale
Spații de învățământ – dotări tehnice: Activitatea didactică se desfășoară în șapte edificii moderne, ce pot găzdui simultan peste 2500 de studenți. Dispunând de laboratoare dotate cu peste 1000 de calculatoare și acces Internet wireless, Universitatea este un important nod Internet, una din cele cinci stații naționale de distribuție ale rețelei RoEduNet, destinate instituțiilor educaționale din România. Universitatea dispune de spații moderne de învățământ, special amenajate – săli de curs și laboratoare - destinate diferitelor domenii pe care le școlarizează și dotate conform standardelor universitare. Toate aceste spații și laboratoare dispun de dotări ce permit o largă utilizare a tehnicii de calcul, comunicarea prin Internet devenind o practică de rutină pentru studenții de la toate specializările. Expresia politicii de investiții în domeniul dotării universității la nivelul celor mai înalte standarde o reprezintă crearea unei noi locații pentru Facultatea de Științe Economice, Juridice și Administrative. Inaugurat în toamna anului 2005, noul spațiu de învățământ, prin laboratoarele și sălile specializate, oferă studenților condiții confortabile de pregătire și instruire de cel mai înalt nivel. O nouă sală de sport multifuncțională, precum și o clădire de laboratoare au fost construite în ultimii doi ani.

## Biblioteca Universității Petru Maior
Universitatea “Petru Maior” dispune de o bibliotecă de uz intern, cu caracter enciclopedic, de serviciile căreia beneficiază toți studenții și toate categoriile de personal din universitate. Fondul de carte este de peste 147.200 de exemplare, existând suport informatizat pentru un număr însemnat de lucrări cu caracter didactic: cursuri, culegeri de probleme și îndrumătoare de lucrări sau proiecte, site-uri și CD-uri educaționale, precum și câteva sute de colecții de periodice de specialitate, casete audio și video. Localul bibliotecii cuprinde biblioteca centrală cu o sală de lectură cu 100 de locuri și o sală pentru reviste străine și biblioteca din cadrul Facultății de Științe Economice, Juridice și Administrative cu o sală de lectură cu 60 locuri. 

## Pagina Internet și stația RoEduNet
Universitatea a dotat și pus în funcțiune un centru de comunicații internaționale prin Internet, fiind una din cele cinci stații naționale ale rețelei RoEduNet pentru instituțiile academice din România și nodul zonal pentru întreg centrul universitar Târgu - Mureș. Acest centru a intrat, prin hotărâre guvernamentală, în structura rețelei naționale de învățământ RoEduNet, structură de mare importanță pentru funcționarea universităților. Acest fapt asigură infrastructura necesară dezvoltării Tehnologiilor Educaționale Avansate în domeniul educației. 

## Baza sportivă
Activitatea sportivă de performanță se desfășoară în cadrul Clubului Sportiv Universitar Târgu-Mureș, precum și în moderna sală de sport a universității „Petru Maior”, clădirea de pe str. Republicii nr. 38. 

## Editura Universității Petru Maior
Editura Universității "Petru Maior" din Târgu-Mureș: a luat ființă în anul 1995, în baza avizului Ministerului Culturii nr.3543/22.03.1995 și are scopul de a facilita publicarea unor lucrări cu caracter didactic, destinate studenților, precum și a lucrărilor de certă valoare, cu caracter tehnico-științific, având ca autori cadre didactice titulare și/sau asociate ale Universității “Petru Maior” și fiind acreditată de către Consiliul Național al Cercetării Științifice din Învățământul Superior. Cărți tipărite în 2002 - 18 titluri, în 2003 – 10 titluri, în 2004 - 39 titluri; în 2005 s-au editat 16 lucrări, în 2006 - 8 lucrări, iar în total, de la înființare 165. Universitatea mai dispune de un atelier propriu de multiplicare în care au fost tipărite, în cursul anului 2002, 10.426 de exemplare de cursuri, în 2003 - 17.269 de exemplare, iar în 2004 un număr de 28.500 exemplare. 

## Campus universitar
Căminul studențesc numără 400 de locuri, fiind unul din cele 6 cămine din complexul studențesc al centrului universitar Târgu-Mureș, dotat cu rețea de Internet, la care studenții au acces gratuit și nelimitat.

## Organizații studențești
“ASUPM” – Asociația Studenților din Universitatea “Petru Maior” este o organizație independentă, cu personalitate juridică și urmărește promovarea și apărarea demnității, drepturilor și intereselor membrilor săi, participarea activă și constructivă la viața academică, precum și asigurarea cadrului de desfășurare a activităților sociale și culturale. Asociația “Gheorghe I. Brătianu”, fondată în 1996 de către prima generație de studenți de la profilul Istorie – Limba și literatura engleză din cadrul Facultății de Științe și Litere, are scopul de a stimula activitatea științifică, promovarea de relații profesionale prin participarea și organizarea de sesiuni de comunicări științifice și continuarea activității publicistice. “AIESEC” – Asociația Internațională a Studenților în Economie și Management – din Târgu-Mureș este persoană juridică din anul 2000 și se implică în dezvoltarea personală și profesională a tinerilor din mediul universitar târgu-mureșean, prin diverse programe și proiecte.